# Skyline (Syn)
Skyline is het zesde album van Syn de bandnaam waaronder David T. Dewdney muziek uitgeeft. De muziek is net als van zijn meeste andere compact discs opgenomen in de jaren 2001/2002, maar pas in 2005 uitgegeven. Syn stapte bij het vorig album uit naar techno, doch dit album is weer geheel in stijl van de Berlijnse School voor elektronische muziek. De muziek is opgenomen in de Synstudio te Methil.

## Musici
David T.Dewdney – synthesizers, elektronica

## Muziek
| Nr. | Titel              | Duur  |
| --- | ------------------ | ----- |
| 1.  | Mellotropica       | 24:02 |
| 2.  | Skyline (Part One) | 11:34 |
| 3.  | Distant visions    | 9:49  |
| 4.  | Psytopia           | 20:25 |
| 5.  | Skyline (Part Two) | 11:56 |